# 日置忠芳
日置 忠芳（へき ただよし、享保17年8月22日（1732年10月10日） - 明和3年5月23日（1766年6月29日））は、江戸時代中期の武士。岡山藩の家老。備前金川1万6000石の領主。
父は岡山藩家老日置忠昌。母は側室。幼名は万之進。通称は玄蕃。初名は忠周。正室は池田長處の娘。子は日置忠辰。
享保17年（1732年）8月22日、日置忠昌の三男として岡山に生まれる。寛延3年（1750年）4月、実兄忠寿の死去によりその養子となって家督相続する。
宝暦5年（1755年）、池田大学長処の娘と結婚する。宝暦6年（1756年）4月、嫡男の忠辰が誕生する。宝暦13年（1763年）12月25日、仕置家老となる。宝暦14年（1764年）、藩主池田治政が家督相続したため、将軍徳川家治に拝謁し家督相続の御礼を言上するため江戸に下向する。
明和3年（1766年）5月23日没。家督は嫡男の忠辰が相続した。